# Distrito electoral de Beaver (condado de York, Nebraska)
Beaver (en inglés: Beaver Precinct) es un distrito electoral ubicado en el condado de York en el estado estadounidense de Nebraska. En el Censo de 2010 tenía una población de 216 habitantes y una densidad poblacional de 2,32 personas por km².

## Geografía
Beaver se encuentra ubicado en las coordenadas 40°50′8″N 97°24′53″O / 40.83556, -97.41472. Según la Oficina del Censo de los Estados Unidos, Beaver tiene una superficie total de 93.26 km², de la cual 92.79 km² corresponden a tierra firme y (0.51%) 0.47 km² es agua.

## Demografía
Según el censo de 2010, había 216 personas residiendo en Beaver. La densidad de población era de 2,32 hab./km². De los 216 habitantes, Beaver estaba compuesto por el 97.69% blancos, el 1.85% eran afroamericanos y el 0.46% pertenecían a dos o más razas.